# Yanam
Yanam (franska Yanaon) är en stad i det indiska unionsterritoriet Puducherry, och är huvudort för ett distrikt med samma namn. Folkmängden uppgick till 55 626 invånare vid folkräkningen 2011. Staden var tidigare en fransk besittning, och är belägen nära utloppet av Godavaris vänstra mynningsarm.